# Creaking Pagoda

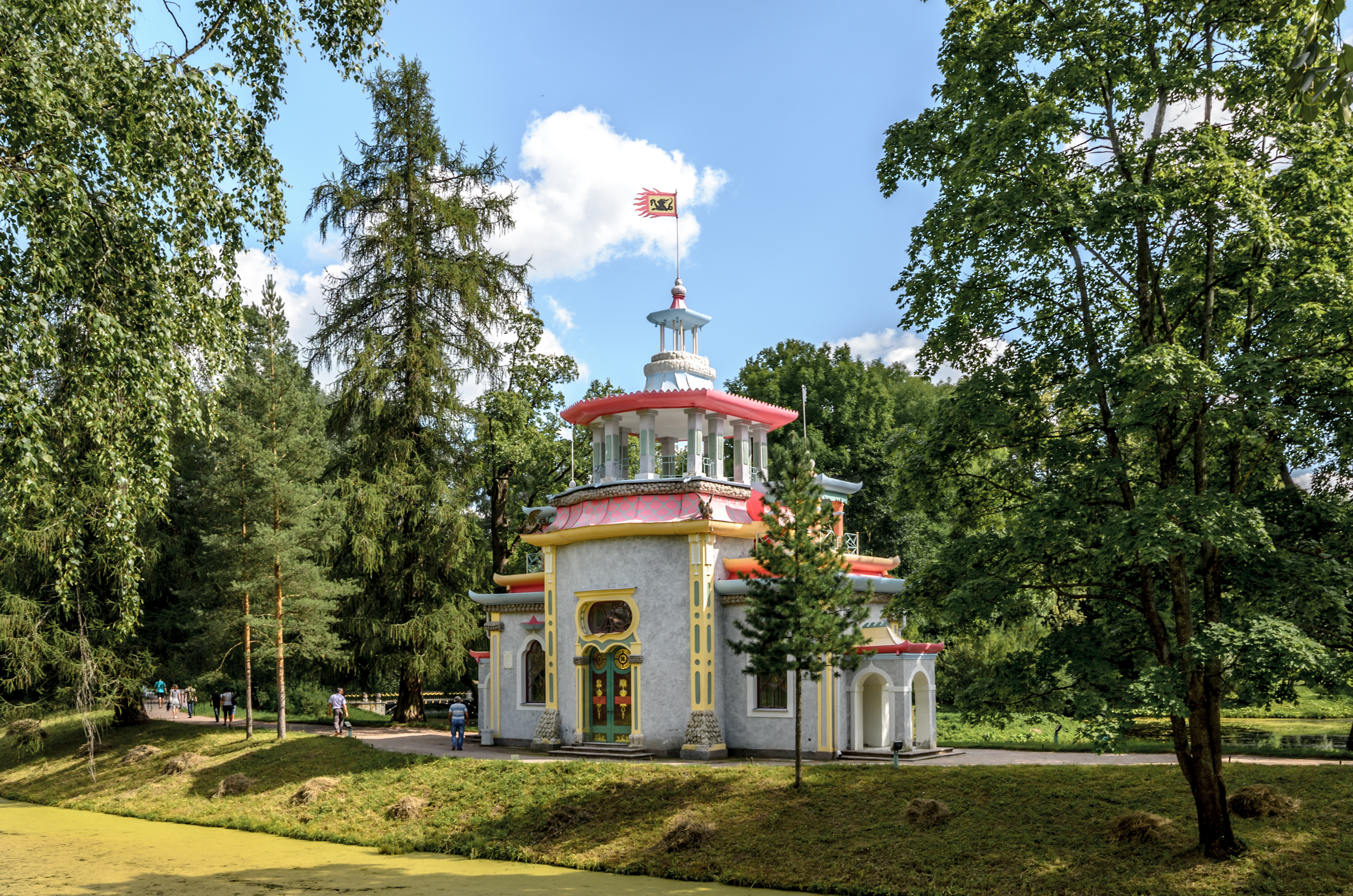
現在のCreaking Pagoda

Creaking Pagoda（ロシア語: Скрипучая беседка）は、ツァールスコエ・セローにあるエカテリーナ宮殿とアレクサンドロフスキー宮殿によって隔てられた陸上庭園の2つの池の間にある、18世紀のシノワズリ趣味を参考にした塔。ユーリ・フェリテンによってデザインされ、建築は1778年から1786年まで続けられた。壁はドラゴンや中国風のモチーフで装飾されており、名前は塔の頂上にある金属の旗が風で回転したときにならされる特徴的な音によって名付けられた。